# Artrită idiopatică juvenilă
Artrita idiopatică juvenilă (AIJ) reprezintă cea mai întâlnită formă de artrită care afectează copiii. Totodată, constituie una dintre cele mai severe boli cronice reumatologice din această grupă de vârstă (1-16 ani). În timp, ea poate evolua de la inflamație articulară până la anchiloză articulară invalidantă.

## Istoria bolii
Primele însemnări privind caracteristicile principale ale bolii datează încă din Egiptul antic. În jurul anului 1500 î.Hr. în Papirusul Ebers (numit astfel după cel care l-a descoperit, Georg Ebers) a fost descrisă o stare patologică cu o simptomatologie asemănătoare artritei reumatoide. Numele de artrită provine din limba greacă, prin asocierea termenului de „arthron” (încheietură) cu „itis” (inflamare). la sfârșitul secolului al XIX-lea (anul 1897), boala a fost descrisă clinic de către Sir George Frederick Still, supranumit „părintele pediatriei britanice”. În literatura de specialitate modernă Guillaume de Baillou, decan al Facultății de Medicină din Paris, a publicat în anul 1951 una dintre primele cărți care tratează amănunțit artrita reumatoidă.

## Definiție
Conform Ligii Internaționale a Asociațiilor de Reumatologie (ILAR), artrita  idiopatică juvenilă (AIJ) reprezintă „artrita de etiologie necunoscută care se manifestă înaintea vârstei de 16 ani și persistă cel puțin 6 săptămâni, cu excluderea altor condiții cunoscute de artrită”.
În ciuda faptului că există câteva similarități, AIJ nu poate fi considerată ca fiind echivalentul poliartritei reumatoide (specifică adulților). Așa se face că de-a lungul timpului au existat mai multe denumiri precum artrită reumatoidă juvenilă sau artrită juvenilă cronică. Formele sub care se poate prezenta această boală pot diferi, inclusiv în funcție de zona geografică. Astfel, la unele populații de aceeași etnie, doar anumite subtipuri de artrită idiopatică juvenilă sunt prezente.

## Clasificare
Prima divizare a artritei idiopatice juvenile a fost făcută în anul 1977 de către Colegiul American de Reumatologie (ACR).În anul 1997, ILAR a introdus o noi criterii  pentru diagnosticarea AIJ (criteriile Durban), revizuite în anul 2001 și rămase nemodificate până în prezent. Scopul acestora a fost „înlocuirea combinației sistemelor preexistente cu o singură clasificare care să identifice mai multe populații omogene, în concordanță cu caracteristicile lor clinice și biologice din fiecare subtip și care să poată fi folosită pe plan internațional pentru a facilita comunicarea și cercetarea”.
| 1 | Forma sistemică (artrită ce afectează una sau mai multe articulații, cu sau precedată de febră cel puțin 2 săptămâni)                                                                |
| 2 | Forma poliarticulară FR + (apariția artritei la cel puțin 5 articulații în primele 6 luni de boală și factor reumatoid pozitiv)                                                      |
| 3 | Forma poliarticulară FR - (apariția artritei la cel puțin 5 articulații în primele 6 luni de boală și factor reumatoid negativ)                                                      |
| 4 | Forma oligoarticulară persistentă (cel mult 4 articulații afectate în primele 6 luni de evoluție)                                                                                    |
| 5 | Forma oligoarticulară extinsă (mai mult de 4 articulații afectare după primele 6 luni de evoluție)                                                                                   |
| 6 | Artrita psoriazică (istoric de psoriazis alături de interesarea articulațiilor mici de la nivelul membrelor inferioare)                                                              |
| 7 | Artrita din entezită (numărul de articulații afectate poate varia, însă prezența antigenului HLA-B27 este obligatorie)                                                               |
| 8 | Artrita nediferențiată (artrita care datorită semnelor și simptomelor clinice poate fi catalogată drept AIJ, dar nu poate fi încadrată cu exacticitate într-unul din subtipurile ei) |

## Date epidemiologice
Deși datele epidemiologice variază considerabil în raport cu teritoriul, importanța acestei boli poate fi relevată prin faptul că aproximativ 5% din toate cazurile de artrită cronică debutează în copilărie. Conform unui studiu publicat în anul 2008 de către Colegiul American de Reumatologie, incidența și prevalența AIJ este de 4,1-6,1 0/0000, respectiv 29,4 0/0000. În general, forma oligoarticulară este cel mai des întâlnită, într-o proporție ce  poate depăși 50% din totalitatea cazurilor. De asemenea, sexul feminin este mai predispus în a dezvolta AIJ. În ceea ce privește mortalitatea a cărei cauză este AIJ, aceasta are o rată cuprinsă între 0,4 % și 2 %.

## Etiopatogenia AIJ
Cauzele care determină artrita juvenilă cu evoluție cronică nu au fost încă elucidate, menținerea termenului de „idiopatică” fiind elocventă în acest sens. Debutul bolii are loc sub acțiunea unui factor declanșator (trigger factor în limba engleză). Din dorința de a clarifica acest aspect, au fost efectuate mai multe studii etiologice, însă rezultatele nu au fost concludente. Este posibil ca printre factorii care pot crea condiții optime de manifestare a bolii să se numere fie o predispoziție genetică, fie intervenția unui agent infecțios (bacterie sau virus) sau chiar o alterare imunologică. Nu în ultimul rând, AIJ poate fi favorizată și de anumiți agenți de mediu.

### Factorul infecțios/viral:
Reprezintă una dintre potențialele căi care pot declanșa AIJ. Dintre agenții infecțioși cunoscuți, sunt incriminați agenții virali precum virusul Coxackie, virusul Epstein-Barr, parvovirusul B19, virusul rubeolic, adenovirusul, virusul influenza AH2N2.

### Factorul imunologic:
Lezarea articulară în AIJ are loc datorită celulelor sistemului imun care invadează țesuturile sinoviale. Odată procesul inflamator declanșat, acesta este ulterior întreținut de activitatea anormală a limfocitelor T, care predomină în membrana sinovială.

### Factorul genetic:
Implicarea genetică în bolile inflamatorii sistemice la copil, așa cum este și cazul artritei idiopatice juvenile, a fost demonstrată prin evidențierea diferitelor gene și rolul pe care îl au acestea în stimularea procesului inflamator. Cel mai cunoscut grup de gene cu o astfel de implicare este cel al Complexului Major de Histocompatibilitate. Conform unui articol publicat în Revista Română de Pediatrie „alelele antigenelor de histocompatibilitate HLA, clasele I și II sunt asociate cu risc crescut de AIJ”. Astfel HLA B27 (antigen de clasă I) se asociază frecvent cu forma de debut cu artrită asociată entezitei, HLA DR4 (antigen de clasă II) cu forma cu debut sistemic, iar HLA DR5 și HLA DR8 (antigene de clasă II) cu forma oligoarticulară asociată sau nu cu uveita cronică.

## Tablou clinic

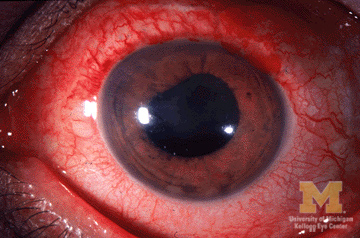
Uveită anterioară

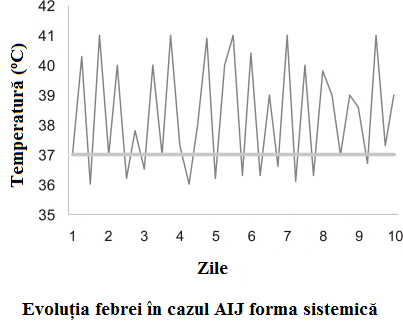

În mod normal diagnosticul de certitudine și de formă clinică se pune numai după efectuarea examenelor de laborator complementare. Cu toate acestea, există anumite manifestări clinice care pot orienta încă de la început spre diagnosticul de AIJ. Acestea pot fi atât articulare cât și extraarticulare. Artralgiile sunt comune tuturor subtipurilor de artrită idiopatică juvenilă. La fel ca și febra, durerile musculare pot fi câteodată singurul indiciu de debut al bolii. Articulațiile interesate pot diferi în funcție de forma clinică. Astfel, AIJ pauciarticulară (oligoarticulară) afectează îndeosebi genunchii, în timp ce în forma poliarticulară cu FR pozitiv articulațiile mâinii sunt cele mai predispuse.
În ceea ce privește manifestările extraarticulare, acestea pot fi:
- Febră: reprezintă cea mai importantă manifestare manifestare extraarticulară, fiind caracteristică pentru toate subtipurile de artrită idiopatică juvenilă.[necesită citare]
- Erupția cutanată: Poate determina disconfort sau durere de intensitate variabilă[necesită citare];
- Uveită: prevalența acestei afecțiuni în cadrul pacienților cu AIJ variază între 8% și 30%[28];
- Hepatosplenomegalie: se regăsește în mod deosebit în forma sistemică. Este moderată în dimensiuni și nedureroasă[29];
- Pericardită: diagnosticul se face cu ajutorul ecogardiografiei, fiind sugerat de modificările examenului radiologic cardiopulmonar și ale electrocardiogramei care relevă supradenivelarea segmentului ST – în primele faze fără inversarea undei T;
- Noduli reumatoizi: afectează în mod deosebit adolescenții cu forma poliarticulară a artritei idiopatice juvenile. Apariția lor este direct influențată de factorul reumatoid (FR). Mai mult de 80% dintre pacienții cu noduli reumatoizi au FR pozitiv. Dimensiunile nodulilor pot varia între 2 mm și 5 cm[30]. Consistența lor - în cazul localizării subcutanate este fermă.

| AIJ oligoarticulară: se întâlnește în aproximativ 50-60% din cazuri. Poate fi persistentă sau extensivă. Artrita tibiotarsiană sau radiocarpiană și artrita simetrică pot fi factori de risc pentru AIJ oligoarticulară extensivă. Articulația genunchiului și glezna sunt cele mai afectate. Manifestările sistemice lipsesc. În general prognosticul este favorabil. Probabilitatea de remisie este de 37% pentru 5 ani și de 47% pentru 10 ani. |
| AIJ sistemică: are o pondere de 10-20% dintre toate cazurile de artrită idiopatică juvenilă. Sindromul febril constituie elementul clinic principal de diferențiere față de alte forme clinice. |
| AIJ poliarticulară: Afectarea articulară este simetrică. Articulațiile mici ale mâinii și piciorului sunt cele mai des interesate. Probabilitatea de remisie pe 10 ani este de numai 6% pentru pacienții cu factor reumatoid (FR) pozitiv, față de 23% la cei cu FR negativ. |

## Examene imagistice în artrita juvenilă
Permit identificarea și evaluarea modificărilor care au loc la nivelul articulațiilor. Deși au o valoare redusă în ceea ce privește diagnosticul de certitudine, pot fi totuși folosite pentru susținerea acestuia.
- Radiografia osteoarticulară este indispensabilă pentru examinarea sistemului osteoarticular. În fazele precoce ale AIJ acest examen poate releva un aspect normal al articulației. Valoarea predictivă privind evoluția bolii este redusă deoarece nu poate surprinde modificările specifice din stadiile incipiente;
- Rezonanța magnetică nucleară (RMN) prezintă în plus avantajul de a fi neinvazivă. Cu ajutorul acesteia se pot obține informații detaliate atât despre hipertrofia membranei sinoviale, cât și despre funcția cartilajului și microstructurii articulare. Reprezintă „standardul de aur” imagistic în cazul pacienților cu AIJ.[34]
- Ecografia (ultrasonografia) musculoscheletală reprezintă o altă tehnică de explora5re neinvazivă și neionizantă. Totodată, se pot explora multiple regiuni în același timp. Din punct de vedere al eficacității, însă, comportă un grad de sensibilitate mai scăzut decât RMN[35]. Cu toate acestea, accesibilitatea mult mai mare și costurile mai reduse o fac să fie preferată în locul rezonanței magnetice nucleare[36].

## Evaluarea deficitului motor

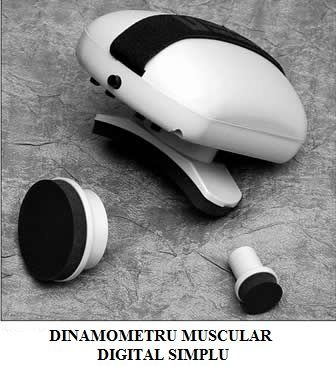

Testarea funcției musculare și articulare ajută la aprecierea gradului de funcționalitate al articulațiilor și statusului tonusului muscular. 

### Bilanțul muscular
Forța musculară și funcțiile musculare reprezintă factori importanți în urmărirea evoluției bolii. Atrofia musculară asociată cu reducerea forței este caracteristică pentru copiii cu artrită idiopatică juvenilă. Evaluarea bilanțului muscular se poate face clinic, electromiografic sau cu ajutorul dinamometrului. Din punct de vedere clinic, cea mai utilizată tehnică este sistemul de clasificare al lui Lovett. Aceasta presupune folosirea unei scări de la 0 la 5, unde 5 desemnează o forță musculară normală, în timp ce 0 sugerează lipsa oricăror contracții musculare. Dinamometrul manual are capacitatea de a măsura simultan atât unghiul cât și forța musculară. Singurul dezavantaj al acestui test constă în faptul că nu poate evalua o mișcare complexă în care sunt implicate mai multe articulații. În plus față de metodele anterioare, există posibilitatea ca activitatea mușchilor să fie înregistrată electric. Pentru acest lucru se utilizează un aparat de electromiografie. Dacă mușchii sunt activi, acești vor genera impulsuri care sunt direct proporționale cu nivelul activității musculare.

### Bilanțul articular

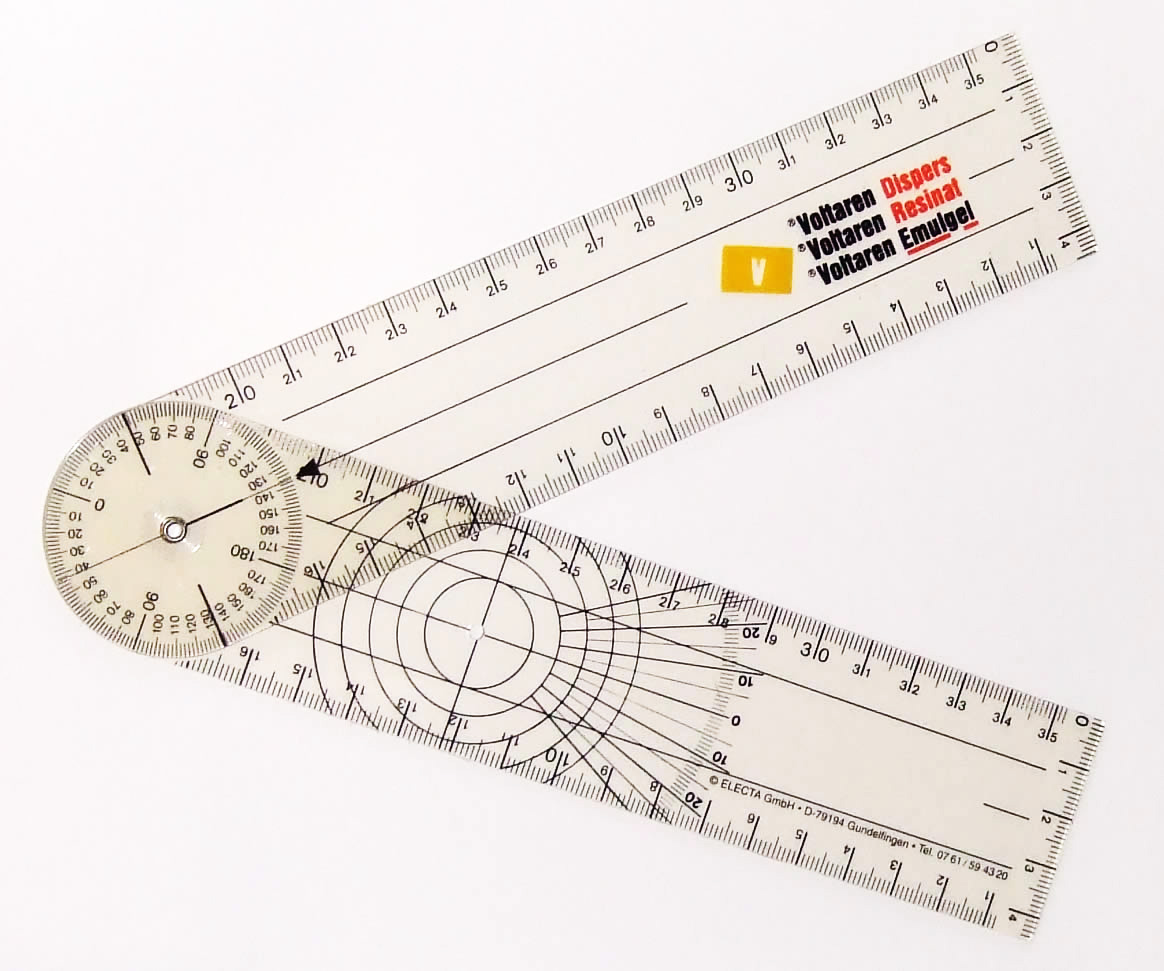
Goniometru medical

Reprezintă măsurarea amplitudinilor de mișcare în articulații. Pentru a face acest lucru este necesară parcurgerea unor etape:
1. Măsurarea amplitudinii mișcărilor normale;
2. Depistarea mișcărilor anormale;
3. Evidențierea unor eventuale aspecte clinice asociate;
4. Studiul radiologic al articulației;
5. Sinteza tuturor datelor obținute.

Amplitudinea mișcărilor normale se realizează cu ajutorul goniometrului. Pentru o evaluare cât mai obiectivă, sunt măsurate unghiurile de 30o, 45o, 60o, 90o și 120o.

## Diagnostic
Datorită formelor și condițiilor variate sub care se poate manifesta, identificarea unei boli ca fiind artrită idiopatică juvenilă poate fi dificil de realizat. De asemenea, inflamația articulară nu este întotdeauna însoțită de manifestări extraarticulare. Astfel, ea este depistată doar uneori când distrucția articulară este evidentă clinic sau în urma unui examen radiologic. În mod obișnuit, diagnosticul oricărei boli se face pe baza anamnezei, examenului clinic obiectiv și investigațiilor paraclinice. Faptul că debutul clinic al AIJ poate fi asociat unei multitudini de factori, de la un simplu traumatism până la un sindrom febril prelungit, precum și asocierea cu alte afecțiuni articulare sau boli autoimune face ca anamneza să aibă un rol important în depistarea sa precoce. În continuare, examenul clinic obiectiv va avea rolul de a identifica structurile implicate, natura procesului patologic, extinderea și consecințele funcționale ale unui proces (inflamator), precum și prezența manifestărilor sistemice și extraarticulare. Investigațiile paraclinice nu sunt foarte relevante în cazul acestei forme de artrită, ele având mai mult un rol orientativ. Prin diverse tipuri de reacții se poate determina factorul reumatoid (FR). Viteza de sedimentare a hematiilor (VSH) și proteina C reactivă sunt utile pentru evidențierea procesului inflamator. Analiza lichidului sinovial poate releva semne de infecție articulară. Util este și scorul ASLO (anticorpi antistreptolizină O) care este crescut la aproximativ jumătate dintre bolnavi, însă fără a fi o certitudine pentru o infecție activă.

### Diagnostic diferențial
Pentru stabilirea diagnosticului de certitudine al artritei idiopatice juvenile mai este necesară o ultimă etapă, aceea de excludere a altor cauze ce pot determina manifestări asemănătoare. Diagnosticul diferențial al AIJ se face cu:
- Leucemia
- Lupusul eritematos sistemic (LES)
- Reumatismul articular acut (RAA)
- Boala Lyme
- Boala Kawasaki
- Artrita reactivă
- Purpura Henoch-Schonlein

## Tratament
Indiferent de afecțiune, obiectivul primordial al unei strategii terapeutice este de a îmbunătăți calitatea vieții. La copiii cu AIJ, acest lucru se poate face prin inducerea remisiunii și controlul bolii, cu atenuarea durerii și creșterea gradului de mobilitate al articulațiilor. Cu toate acestea, aplicarea unui tratament nu trebuie să fie arbitrară, ci să țină cont de o anume conduită. Astfel, mai întâi vor fi folosite medicațiile de primă intenție (de linia întâi), urmând ca ulterior, în cazul unui răspuns la tratament nefavorabil sau insuficient, să fie folosite alte terapii disponibile. Acestea au o eficiență semnificativ crescută în stoparea evoluției bolii și reducerea intensității simptomelor, însă și posibilele lor efecte secundare pot fi mult mai notabile. De asemenea, există riscul ca un medicament aplicat solitar să nu fie eficient, dar utilizat în combinație cu altele să poată duce la o ameliorare semnificativă a simptomatologiei.

### Medicația de primă linie
Presupune administrarea de antiinflamatoarele nesteroidiene și/sau corticosteroizi. Se utilizează la debutul oricărei forme clinice de AIJ.
| Medicament   | Doza recomandată                     |
| ------------ | ------------------------------------ |
| Naproxen     | 5-7,5 mg/kg de 2 ori pe zi           |
| Ibuprofen    | 10 mg/kg de 3-4 ori pe zi            |
| Piroxicam    | 0,2-0,4 mg/kg o singură dată pe zi   |
| Diclofenac   | 1 mg/kg o singură dată pe zi         |
| Meloxicam    | 0,15-0,30 mg/kg o singură dată pe zi |
| Indometacină | 0,5–1 mg/kg de 2-3 ori pe zi         |
| Celecoxib    | 2–4 mg/kg de 2 ori pe zi             |

Dintre corticoizi, cel mai des prescris este Prednison. Durata tratamentului cu aceștia va avea, însă, o durată cât mai scurtă din cauza faptului pot influența procesul normal de creștere al copilului. De asemenea, prezintă un risc crescut pentru infecție.

### Medicația de linia a doua
Dacă tratamentul de primă intenție nu a avut succesul scontat, se poate recurge în continuare la medicamente anti-reumatice care atenuează boala (disease modifying antirheumatic drugs - DMARD).  În același timp, ele pot întârzia eroziunea osoasă, facilitând astfel vindecarea.
| Metotrexat (MTX)         | Este medicamentul din categoria DMARD cel mai des folosit. Conform unor studii clinice recente, pentru anumite forme de AIJ ar putea fi eficient dacă este utilizat de la bun început, ca medicație de prima linie.. În mod obișnuit, se administrează în combinație cu acidul folic, pentru a reduce hepatotoxicitatea, doza recomandată fiind de 15 mg/m2/săptămână (MTX), administrată oral și suplimentată cu 1 mg/zi acid folic.                                                        |
| Sulfasalazina (SSZ)      | Reprezintă o combinație între un salicilat și un antibiotic sulfic, folosită pentru a trata durerea și inflamațiile din artrită. În AIJ este recomandabilă doar la copiii peste 6 ani, doza recomandată fiind de 2-3 g pe zi (4-6 comprimate filmate). |
| Hidroxiclorochină sulfat | Ajută la inhibarea activității sistemului imun și limitează inflamația. Necesită o examinare oftalmologică înaintea începerii tratamentului, iar apoi anual, datorită posibilelor reacții adverse care includ retinopatii și defecte ale câmpului vizual. În cazurile în care există o maculopatie, va fi contraindicat. |
| Ciclosporina A           | Este un metabolit fungic cu proprietăți imunosupresive, ce inhibă calea semnalului de transducție a receptorilor celulelor T. Conform unor studii efectuate în anul 2000 și 2006, tratamentul cu ciclosporina A pare să fie mai puțin eficient decât cel cu Metotrexat și Etanercept. În plus, în majoritatea cazurilor analizate s-a renunțat la administrarea acestei medicații din cauza efectelor adverse frecvente (de regulă moderate sau reversibile) și a beneficiilor insuficiente. |

### Tratamente biologice
În cazul în care administrarea de antiinflamatoare nesteroidiene sau DMARD nu are efectul scontat, se poate recurge la utilizarea unor  agenți biologici. Aceștia pot fi inhibitori ai factorului de necroză tumorală alfa (anti TNF-α), anticorpi monoclonali anti-receptor ai unor interleukine (anti IL-R) sau agenți care acționează asupra celulelor B.
| Etanercept (ETA) | A fost introdus pe piață în mai 1999, având indicație pentru AIJ forma poliarticulară refractară și reprezintă un antagonist TNF-α. La ora actuală, este agentul biologic cel mai bine evaluat în ceea ce privește tratamentul artritei idiopatice juvenile. Doza uzuală folosită este de 0,4 mg/kg (max.25 mg) administrată subcutanat de două ori pe săptămână. Cu toate că toleranța este bună la Etanercept, pot apărea efecte adverse sub forma unor infecții respiratorii ale tractului superior, cefalee sau intoleranță gastrointestinală. |
| Rituximab        | Reprezintă un anticorp monoclonal chimeric anti-CD20 al celulor B, folosit în cazul în care nu se obține un răspuns bun la terapia cu medicamente imunosupresive și inhibitori ai factorului de necroză tumorală. A fost pentru prima dată supus unui studiu clinic în anul 2010, iar rezultatele au fost promițătoare. În săptămâna 96 de tratament, la 93% dintre pacienți s-a înregistrat remisia bolii. Totuși, trebuie avut în vedere faptul că Rituximab poate avea câteodată efecte secundare severe                                        |
| Anti IL-6R       | Este un anticorp anti-interleukină-6 recombinat, folosit pentru tratamentul AIJ forma sistemică. Motivul utilizării constă în faptul că IL-6 induce proliferarea celulelor T. Astfel, exprimarea genică în exces a acestei interleukine este responsabilă pentru manifestările inflamatorii sistemice ale acestei forme de artrită juvenilă. |

### Terapia fizică și ocupațională
Indiferent de medicația prescrisă, aceasta nu poate fi considerată completă în lipsa unei terapii fizice și ocupaționale. Exercițiile fizice sunt o parte esențială în tratarea copilului cu AIJ. În acest fel, se pot preveni contracturile, cu menținerea mobilității articulațiilor și a forței musculare. Înotul este, în mod special, un exercițiu bun deoarece antrenează multe articulații și mușchi, fără a pune greutate pe articulații.

### Terapii complementare
Mai sunt cunoscute și sub denumirea de terapii alternative. Rolul lor este acela de a ameliora durerea și de a ajuta organismul să facă față noilor condiții de viață, așa cum este cazul copiilor cu AIJ. Ele nu substituie medicina convențională, ci o completează prin tehnici care contribuie la recuperarea acestor pacienți spre a le ameliora calității vieții.
| Masajul                | Are efect antalgic și miorelaxant. De asemenea, ajută la menținerea tonusului muscular |
| Terapia cu ultrasunete | Generează o căldură profundă creată de undele sonore. Este folosită încă din anii 1940, iar frecvența folosită variază între 0,8 și 3 MHz |
| Terapia prin laser     | Folosește unde laser de intensitate scăzută (50-100 mW), reușind să reducă inflamația celulară. Terapia are la bază principiul modificărilor selective ale metabolismului celular. |
| Dieta                  | O afecțiune precum artrita idiopatică juvenilă necesită, pe lângă schimbarea stilului de viață, și o schimbare a alimentației. O dietă echilibrată, cu multe fructe, legume și conținut bogat în fibre poate ajuta la întărirea oaselor și menținerea organismului sănătos. De asemenea, un alt rol important este dat și de aportul de antioxidanți precum vitamina A, C și D. Cu toate acestea, conform un studiu publicat în 2013, la pacienții cu AIJ activă s-au constatat niveluri crescute de vitamina D. Asta în condițiile în care administrarea de glucorticoizi este asociată cu niveluri scăzute ale acestei vitamine. |